# Liébana (fromage)
Les Quesucos de Liébana sont de petits fromages à pâte semi-dure produits dans la comarque de Liébana (Cantabrie, Espagne) bénéficiant d'une appellation d'origine protégée depuis 1994. Le conseil régulateur de l'AOP a son siège à Muriedas (commune de Camargo).

## Fabrication
Les laits de vache, de brebis et de chèvre peuvent être utilisés pour la fabrication des quesucos. Le lait doit être produit dans les communes suivantes : Potes, Pesaguero, Cabezón de Liébana, Camaleño, Cillorigo de Liébana, Tresviso, Vega de Liébana et Peñarrubia. La fabrication et la maturation doivent également avoir lieu dans cette zone. 
Ce sont de petits fromages de formes cylindrique ou discoïdale : 8 à 12 centimètres de diamètre, 3 à 10 centimètres de hauteur. La pâte est ferme et compacte, de couleur crème tirant sur le jaune, avec quelques trous répartis de façon irrégulière. Le goût est peu prononcé et la saveur douce, sauf lorsque le fromage est fumé (typique des villages de Puerto de Áliva, Brez, Tanarrio et de la vallée de Camaleño). C'est un fromage gras, avec un taux de matière grasse par rapport à l'extrait sec qui doit être supérieur à 45 % et un taux d'humidité supérieur à 30 %.